# يوسف إسماعيل (مصارع محترف)
يوسف إسماعيل هو مصارع محترف (وحمل سابقاً جنسية الدولة العثمانية)، ولد في 1857 في شومن في بلغاريا، وتوفي في 4 يوليو 1898 في المحيط الأطلسي بسبب غرق.

## روابط خارجية
- يوسف إسماعيل على موقع CageMatch worker (الإنجليزية)